# Lissochlora rufipicta
Lissochlora rufipicta är en fjärilsart som beskrevs av Louis Beethoven Prout 1910. Lissochlora rufipicta ingår i släktet Lissochlora och familjen mätare. Inga underarter finns listade i Catalogue of Life.